# Oseja
Oseja (aragónul Osella) település Spanyolországban,  Zaragoza tartományban. Oseja Aranda de Moncayo, Calcena, Trasobares, Tierga és Jarque községekkel határos. Lakosainak száma 44 fő (2024).

## Népesség
A település népessége az utóbbi években az alábbiak szerint változott:
| Lakosok száma | 49   | 52   | 50   | 51   | 48   | 48   | 55   | 53   | 52   | 44   |
|               | 2001 | 2004 | 2007 | 2009 | 2012 | 2014 | 2017 | 2019 | 2022 | 2024 |